# Alcirona papuana
Alcirona papuana là một loài chân đều trong họ Corallanidae. Loài này được Nobili miêu tả khoa học năm 1905.